# Valeriana lasiocarpa
Valeriana lasiocarpa är en kaprifolväxtart som beskrevs av August Heinrich Rudolf Grisebach. Valeriana lasiocarpa ingår i släktet vänderötter, och familjen kaprifolväxter. Inga underarter finns listade i Catalogue of Life.